# EWN Entsorgungswerk für Nuklearanlagen
EWN Entsorgungswerk für Nuklearanlagen GmbH, bis 2. Februar 2017 Energiewerke Nord GmbH (EWN), ist ein auf den Rückbau und die Entsorgung stillgelegter Kernkraftwerke (KKW) spezialisiertes privatrechtliches Unternehmen mit Bundesbeteiligung. Es ist auch als ein bundeseigenes Eisenbahninfrastrukturunternehmen tätig. In dieser Eigenschaft betreibt es den Anschluss des KKW Greifswald und seit 31. Dezember 1999 die Bahnstrecke Schönwalde–Lubmin. Es ist Rechtsnachfolger des früheren DDR-Kombinats Kernkraftwerke „Bruno Leuschner“.

## Tätigkeit
Die EWN sind für die Kernkraftwerke Greifswald (Mecklenburg-Vorpommern) und Rheinsberg (Brandenburg) verantwortlich. Zudem betreibt die EWN das Zwischenlager Nord (ZLN) in Rubenow.
Ferner waren die EWN im russischen Murmansk im Auftrag des Bundeswirtschaftsministeriums tätig, wo im Rahmen eines Projekts der G8-Staaten mit Hilfe deutscher Fachkräfte die Reaktorsegmente von Atom-U-Booten zwischen 2003 und 2016 demontiert wurden.

## Geschichte
Die EWN sind Rechtsnachfolger des früheren DDR-Kombinats Kernkraftwerke „Bruno Leuschner“. Nach der Wiedervereinigung wurde 1990 zunächst die Treuhandanstalt als Gesellschafter eingesetzt. Seit Beginn des Jahres 2000 ist das Bundesministerium der Finanzen alleiniger Gesellschafter des Unternehmens.
Die Kernkraftwerke Greifswald und Rheinsberg waren grundlegende Bestandteile der Energiepolitik der DDR, die langfristig etwa 30–40 % ihres Strombedarfs durch Kernenergie abdecken wollte. Als erstes Kernkraftwerk der DDR wurde 1966 in Rheinsberg ein sowjetischer Druckwasserreaktor der WWER-Linie mit einer elektrischen Leistung von 70 MW in Betrieb genommen.
1967 wurde mit der Errichtung des Kernkraftwerks Greifswald begonnen. Acht Reaktoren des sowjetischen Typs WWER 440-230 mit je 440 MW elektrischer Leistung sollten hier errichtet werden. 1973 nahm der erste Block seinen Betrieb auf. Drei weitere folgten bis 1979. Der fünfte, sicherheitstechnisch erheblich veränderte Block 5 begann im Jahr 1989 mit dem Probebetrieb. Block 6 war zum Zeitpunkt der deutschen Wiedervereinigung ebenfalls bereits errichtet, aber noch nicht in Betrieb. Die Blöcke 7 und 8 befanden sich im Bau. Im Zusammenhang mit der Wiedervereinigung wurde eine umfassende Sicherheitsanalyse für die Greifswalder Reaktoren durchgeführt. Dabei wurde festgestellt, dass die Reaktoren nur mit großem Aufwand auf westliche Sicherheitsstandards hätten umgerüstet werden können.
In einem Brief an den damaligen Bundeswirtschaftsminister Helmut Haussmann (FDP) mahnte der Chef der Treuhandanstalt Detlev Rohwedder eine politische Entscheidung als überfällig an. Es habe keinen Sinn, weiterhin Geld der Treuhandanstalt in die Kernkraftwerke der Ex-DDR zu stecken – weder in die abgeschalteten noch in die entstehenden. Die Industrie hatte schon früher klargemacht, kein eigenes Geld für das in Bau befindliche Kernkraftwerk Stendal aufwenden zu wollen. Daher wurde entschieden, alle Reaktoren in Rheinsberg und Greifswald abzuschalten. Beide sind seit 1990 stillgelegt und werden seit 1995 demontiert.

## Finanzierung
Die EWN erwirtschaften keine Gewinne. Der Konzern erhält Zuwendungen aus dem Bundeshaushalt. Für 2015 war ein Betrag von rd. 118 Millionen Euro vorgesehen, 2018 lag er bei 135 Millionen Euro (14 Mio. Euro für Investitionen, 121 Mio. Euro für den laufenden Betrieb).

## Beteiligungen
An folgenden Unternehmen sind die EWN beteiligt:
- Jülicher Entsorgungsgesellschaft für Nuklearanlagen (JEN), Jülich (100 %, seit 2015)
- Kerntechnische Entsorgung Karlsruhe GmbH (KTE), Eggenstein-Leopoldshafen (100 %, seit 2006)
- Zwischenlager Nord GmbH (ZLN GmbH), Rubenow (100 %)

Ehemalige Beteiligung:
- Deutsche Gesellschaft zum Bau und Betrieb von Endlagern für Abfallstoffe (DBE mbH), Peine (25 %, seit 2008)

## Organe der Gesellschaft

### Aufsichtsrat
Der Aufsichtsrat wird aus folgenden neun Personen gebildet:
- Matthias Renner (Vorsitz)
- Kathleen Hinz (stellvertretender Vorsitz)
- Ursula Borak
- Nora Mylich
- Hartmut Pellens
- Anke Rita Kaysser-Pyzalla
- Elke Swolinski
- Lutz Scheunenann
- Jean Wudtke

### Ehemalige Persönlichkeiten
- Dieter Rittscher, Vorsitzender der Geschäftsführung bis zum 31. Dezember 2010[11]
- Heinrich Bonnenberg, Vorsitzender des Aufsichtsrats 1995 bis 2008[12]